# کنفرانس بغداد برای همکاری و مشارکت
کنفرانس بغداد برای همکاری و مشارکت، کنفرانس کشورهای همسایه عراق، روز شنبه ۲۸ اوت ۲۰۲۱ در بغداد پایتخت عراق برگزار شد که در آن ۹ کشور عربی و خارجی علاوه بر چندین سازمان منطقه ای و بین‌المللی حضور داشتند. در بیانیه پایانی کنفرانس، حمایت امنیتی و اقتصادی عراق به منظور دستیابی به ثبات، حاکمیت و وحدت اراضی آن اعلام شد و از کشورهای منطقه شام عربی و همسایگان آن خواست تا بر اساس حسن همجواری و منافع متقابل با چالش‌های منطقه مقابله کنند.
عراق با حضور مصطفی الکاظمی نخست‌وزیر و کویت به نمایندگی از شیخ صباح الخالد الحمد الصباح نخست‌وزیر در این کنفرانس شرکت کردند.
از کشورهای عربی خلیج فارس، عربستان سعودی به نمایندگی شاهزاده فیصل بن فرحان آل سعود وزیر امور خارجه امارات متحده عربی با نمایندگی شیخ محمد بن راشد آل مکتوم معاون رئیس‌جمهور و نخست‌وزیر و قطر به نمایندگی شیخ تمیم بن حمد آل ثانی امیر شرکت کردند و از کشورهای عربی: اردن به نمایندگی ملک عبدالله دوم بن الحسین و مصر با نمایندگی عبدالفتاح السیسی رئیس‌جمهور و از همسایه غیر عرب ایران به نمایندگی از حسین امیرعبداللهیان وزیر امور خارجه و ترکیه به نمایندگی مولود چاووش اوغلو وزیر امور خارجه حضور داشتند.
در میان کشورهای غربی فرانسه با نمایندگی امانوئل ماکرون رئیس‌جمهور فرانسه شرکت کرد و در میان سازمان‌های بین‌المللی، اتحادیه کشورهای عربی، شورای همکاری خلیج فارس و سازمان همکاری اسلامی و دبیران کل آنها شرکت کردند.
کنفرانس همکاری و مشارکت ۲۰۲۲ بغداد در ۲۰ دسامبر ۲۰۲۲ در اردن در منطقه دریای مرده برگزار شده‌است.